# Fußball bei den Olympischen Jugendspielen

## Übersicht der Wettbewerbe
Die Fußballturniere von 2010 und 2014 wurden im Fußball ausgetragen. Ab dem Turnier 2018 wurde auf Futsal umgestellt. Die für 2022 geplanten Jugendspiele wurden aufgrund der COVID-19-Pandemie auf 2026 verschoben.
| Wettbewerb             | 10 | 14 | 18 | 22 | 26 | 30 | Gesamt |
| ---------------------- | -- | -- | -- | -- | -- | -- | ------ |
| Fußball - Jungen       | •  | •  |    |    |    |    | 2      |
| Fußball - Mädchen      | •  | •  |    |    |    |    | 2      |
|                        |    |    |    |    |    |    |        |
| Futsal - Jungen        |    |    | •  |    |    |    | 1      |
| Futsal - Mädchen       |    |    | •  |    |    |    | 1      |
| Anzahl der Wettbewerbe | 2  | 2  | 2  |    |    |    | 6      |

## Die Turniere der Jungen im Überblick
| Jahr         | Gastgeber                  |      | Finale    | Finale   | Finale   |          | Spiel um Bronze | Spiel um Bronze | Spiel um Bronze |
| Jahr         | Gastgeber                  | Gold | Ergebnis  | Silber   | Bronze   | Ergebnis | 4. Platz        |                 |                 |
| ------------ | -------------------------- | ---- | --------- | -------- | -------- | -------- | --------------- | --------------- | --------------- |
| Fußball      |                            |      |           |          |          |          |                 |                 |                 |
| 2010 Details | Singapur                   |      | Bolivien  | 5:0      | Haiti    |          | Singapur        | 4:1             | Montenegro      |
| 2014 Details | Nanjing (China)            | Peru | 2:1       | Südkorea | Island   | 4:0      | Kap Verde       |                 |                 |
| Futsal       |                            |      |           |          |          |          |                 |                 |                 |
| 2018 Details | Buenos Aires (Argentinien) |      | Brasilien | 4:1      | Russland |          | Ägypten         | 5:4             | Argentinien     |

### Ewiger Medaillenspiegel
Stand: 2018
| Rang | Land      | Goldmedaille | Silbermedaille | Bronzemedaille | Gesamt |
| ---- | --------- | ------------ | -------------- | -------------- | ------ |
| 1    | Bolivien  | 1            |                |                | 1      |
|      | Peru      | 1            |                |                | 1      |
|      | Brasilien | 1            |                |                | 1      |
| 4    | Haiti     |              | 1              |                | 1      |
|      | Südkorea  |              | 1              |                | 1      |
|      | Russland  |              | 1              |                | 1      |
| 7    | Island    |              |                | 1              | 1      |
|      | Singapur  |              |                | 1              | 1      |
|      | Ägypten   |              |                | 1              | 1      |

## Die Turniere der Mädchen im Überblick
| Jahr         | Gastgeber                  |       | Finale   | Finale               | Finale           |          | Spiel um Bronze | Spiel um Bronze | Spiel um Bronze |
| Jahr         | Gastgeber                  | Gold  | Ergebnis | Silber               | Bronze           | Ergebnis | 4. Platz        |                 |                 |
| ------------ | -------------------------- | ----- | -------- | -------------------- | ---------------- | -------- | --------------- | --------------- | --------------- |
| Fußball      |                            |       |          |                      |                  |          |                 |                 |                 |
| 2010 Details | Singapur                   |       | Chile    | 1:1 n. V., 5:3 i. E. | Äquatorialguinea |          | Türkei          | 3:0             | Iran            |
| 2014 Details | Nanjing (China)            | China | 5:0      | Venezuela            | Mexiko           | 3:1      | Slowakei        |                 |                 |
| Futsal       |                            |       |          |                      |                  |          |                 |                 |                 |
| 2018 Details | Buenos Aires (Argentinien) |       | Portugal | 4:1                  | Japan            |          | Spanien         | 11:0            | Bolivien        |

### Ewiger Medaillenspiegel
Stand: 2018
| Rang | Land             | Goldmedaille | Silbermedaille | Bronzemedaille | Gesamt |
| ---- | ---------------- | ------------ | -------------- | -------------- | ------ |
| 1    | Chile            | 1            |                |                | 1      |
|      | China            | 1            |                |                | 1      |
|      | Portugal         | 1            |                |                | 1      |
| 4    | Äquatorialguinea |              | 1              |                | 1      |
|      | Venezuela        |              | 1              |                | 1      |
|      | Japan            |              | 1              |                | 1      |
| 7    | Mexiko           |              |                | 1              | 1      |
|      | Türkei           |              |                | 1              | 1      |
|      | Bolivien         |              |                | 1              | 1      |